# John Felton (martyr)
John Felton (mort le 8 août 1570) est un martyr catholique anglais, qui fut exécuté pendant le règne d'Élisabeth Ire.

## Biographie
John Felton appartient à une famille noble anglaise. Il est né à Bermondsey au XVIe siècle. Il obtient une copie de la bulle d'excommunication de la reine d'Angleterre publiée par le pape Pie V le 25 février 1570 et va secrètement la placarder sur la porte de l'évêque anglican de Londres le 25 mai, jour de la Fête-Dieu. Cet acte audacieux jette la ville dans le désarois. Ses complices le pressent de fuir la ville. Ce qu'il refuse. Une enquête est menée, et une perquisition chez un homme de loi révèle dans les documents saisi son nom. Il est arrêté à son domicile. Face au tribunal il reconnaît et revendique son geste. Il refuse même de demander pardon à la reine et persiste dans sa foi catholique. Il est condamné à mort,,.
La potence est dressée devant la porte du palais épiscopal, lieu de son « méfait ». En voyant la potence, John a un sursaut d'horreur, mais il se reprend. Pour montrer qu'il n'a pas de haine envers la reine, il retire de sa main une bague ayant une pierre de grand prix, et la donne au compte de Sussex pour qu'il la remette à la reine. Il est ensuite pendu et écartelé. Puis le bourreau lui arracha le cœur. Sa fille Francesca a témoignée que son père a prononcé encore le nom de « Jésus » alors que le bourreau tenait déjà son cœur dans sa main,,.
Son fils Thomas Felton, mourra lui aussi martyr une quinzaine d'années plus tard.

## Béatification
John Felton est béatifié avec les cinquante-quatre martyrs anglais par le pape Léon XIII le 29 décembre 1886. Sa mémoire est célébrée le 8 août.

### articles connexes
- Martyrs d'Angleterre et du pays de Galles
- Quarante martyrs d'Angleterre et du pays de Galles
- Quatre-vingt-cinq martyrs d'Angleterre et de Galles
- Martyrs de Douai
- Cent sept martyrs d'Angleterre et du pays de Galles